# Croton bonplandianus
Croton bonplandianus Baill. es una planta monoica perenne de la familia Euphorbiaceas, nativa del centro de Sudamérica hasta el centro de Argentina y la costa del Río de la Plata. Se la llama vulgarmente escoba negra, nogal del zorro o typycha, entre otros nombres comunes. Además, se la encuentra como planta introducida y ampliamente difundida en algunos zonas de Asia y África.

## Descripción
Es un subarbusto perenne, muy ramificado con tallo lignificado de color cobrizo en la base, que puede medir hasta 1,5 m de altura, con tallos jóvenes verdes, estriados y pubescencia estrellada más o menos densa. Presenta hojas alternas o subopuestas, color verde intenso, de 1,5-6 cm de longitud por 1-3,5 cm de ancho, lanceoladas u ovales, con ápice agudo, bordes irregularmente aserrados, glabras en la haz, con pelos ralos en el envés; con pecíolos de 0,5-3 cm de longitud, densamente pubescentes y estípulas como diminutos dientes. Posee inflorescencias terminales erectas andróginas (flores femeninas y masculinas en el mismo eje) de 6-15 cm de longitud, con 2-8 flores pistiladas en la base y numerosas estaminadas en el medio y el ápice. Las flores son de color blanco a amarillo verdoso, de pecíolo corto (1-2 mm) con cáliz de 5 sépalos triangulares; las masculinas reunidas de a 2-5 en cada nudo, tienen 2-3 mm de diámetro y 15-16 estambres y las femeninas de 2,0-2,5 mm, con ovario con denso indumento. Producen unos frutos verdosos pubescentes, de cápsula alargada que contiene 3 lóculos, de forma oblonga de 5-6 mm de longitud por 3-4 mm de ancho; cada lóculo contiene una semilla. Las semillas son oblongo-elipsoides, lustrosas, de color castaño grisáceo con manchas marrones, tenuemente punteadas, mucilaginosas al humedecerse, de 5-6 mm por 2,5-3 mm, con carúncula pequeña, carnosa.

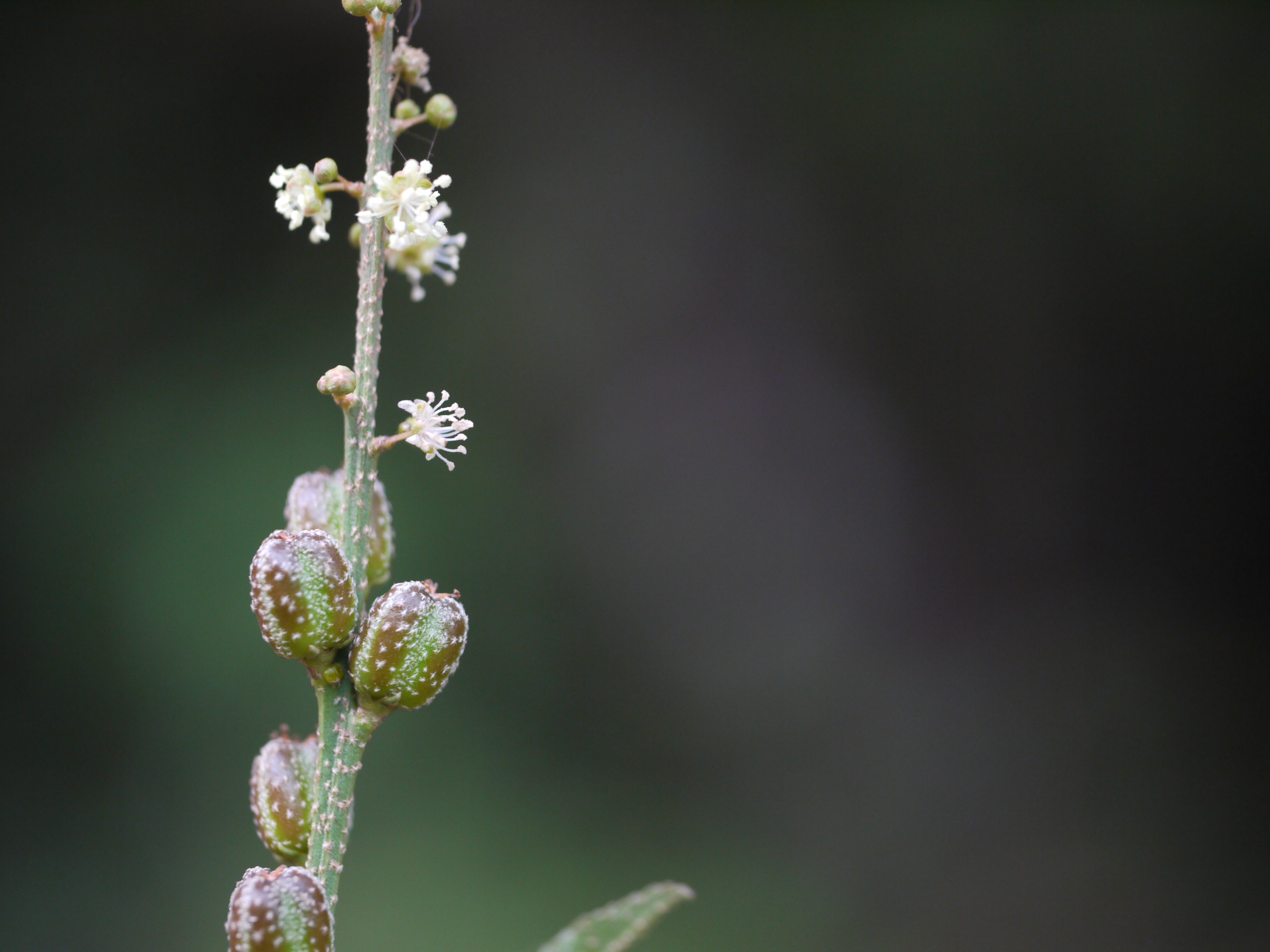
Detalle de los frutos de C. bonplandianus Bail.

## Ecología: Distribución y Hábitat
Croton bonplandianus Baill. es nativa de América del Sur. En Argentina se la encuentra en las provincias de Catamarca, Chaco, Córdoba, Corrientes, Entre Ríos, Formosa, Jujuy, La Rioja, Misiones, Salta, Santiago del Estero, Santa Fe, San Juan, San Luis y Tucumán. También está presente en Bolivia, Paraguay, Sur y centro oeste de Brasil y Uruguay.
Como planta introducida se la encuentra en África: en Kenia, Comoras, Mauricio, Isla Rodrigues y Reunión. En Asia en la Península Arábiga en los Estados del Golfo Pérsico y en el Subcontinente indio: en Assam, Bangladesh, Himalaya oriental y occidental, India, Nepal, Pakistán y Sri Lanka; en el Sudeste asiático: en Islas Andamán y Nicobar, Camboya, Laos, Myanmar, Tailandia, Malasia, Borneo malayo y Sulawesi (Indonesia); en Oriente en Taiwán.
Prefiere suelos arenosos removidos. Se la cita como maleza, a veces muy invasora, frecuente en rastrojos y terrenos modificados,aunque también se la cultiva por sus propiedades medicinales.

## Nombres comunes o vulgares
En las regiones de donde es nativa tiene algunas de estas denominaciones: 
Escoba negra, Nogal del zorro, piñoncillo, piñoncito. En Guaraní: Typycha' (escoba), Typycha villeta, Tupucharó, Typycharó. En idioma Qom: Qoto' lqo (qoto': paloma, lqo: comida: "lo que come la paloma"), namaic.
En otras regiones en donde se la encuentra como planta introducida se la conoce como: ban tulsi en la India (debido a la semejanza de las hojas y las flores con las de Tulsi (Ocimum tenuiflorum); bonpland’s croton, three-leaved caper, y en diferentes zonas de la India: ban tulsi, jungle tulsi (Bengali), kalabhangre (Hindi), eliamanakkau (Tamil), kukka mirapa (Télugu), alpabedhi soppu (Kannada).

## Importancia económica y cultural

### Usos medicinales
En la región en donde es planta nativa, como en algunas zonas de Bolivia, Paraguay y Argentina, Croton bonplandianus es utilizado, en decocción de sus hojas y tallos, como antidiarreico, contra trastornos hepáticos, desarreglos digestivos y dolores estomacales. Es muy común que se la mencione como “planta fresca". También está difundido como repelente de insectos y antiséptico.
Otros usos medicinales que han sido relevados por distintas investigaciones son: como anticefalálgica (analgésica en cefalalgias), vermífuga, y en uso externo: como cataplasma para articulaciones inflamadas. 
La actividad biológica demostrada es: 
- Planta entera: actividad antiespasmódica
- Flores, hojas, semillas y ramitas: actividad larvicida
- Látex fresco: actividad antifúngica
- Semillas: actividad antibacterial.

En otras regiones del mundo en donde ha sido introducido, especialmente en Asia, C. bonplandianus se utiliza en medicina ayurvédica y son ampliamente estudiados sus usos como: hepatoprotector, antihipertensivo, antioxidante,antifúngico, antimicrobiano, antidiabético, antitumoral, anticancerígeno, estreñimiento agudo, antifertilidad, antiespasmódico, antiséptico, antídoto, analgésico, anticoronario, antiinflamatorio, propiedad repelente contra insectos, nematicida, actividad larvicida, antihelmíntico, tratamiento del cólera, molestias intestinales, enfermedades oculares, resfriado y tos, epilepsia, molestias hepáticas, escorbuto, malaria, reumatismo, varicela, enfermedades de la piel y cicatrizante.

### Otros usos
Uso doméstico  rural: sus ramas son frecuentemente utilizadas como "escobas" (typycha’), de acuerdo con uno de sus nombres en guaraní. En zonas rurales, sus frutos se usan como cebos para atrapar palomas, o son directamente aprovechados por las gallinas ya que son muy apetecidos por diversas aves.

## Taxonomía

### Etimología
Croton, del griego kroton,  significa "garrapata". Linneo dio este nombre para otra especie de la familia de las Euphorbiaceas debido a la semejanza de las semillas con una garrapata recién alimentada. El epíteto bonplandianus rinde homenaje a Aimé Jacques Alexander Bonpland Goujaud, conocido también como Amado Bonpland, nacido en 1773 en La Rochelle (Francia) y muerto en Corrientes (Argentina) en 1858.

### Sinonimia
- Croton pauperulus Müll.Arg.
- Croton rivinoides Chodat
- Croton sparsiflorus Morong
- Oxydectes bonplandiana Kuntze
- Oxydectes pauperula Kuntze
- Oxydectes sparsiflora (Morong) Kuntze [19][20][1]